# Andrés Ferreyra (político)
Andrés Ferreyra (hijo) (Buenos Aires, 1886-ibídem, 1935) fue un abogado y político argentino de la Unión Cívica Radical. Fue diputado nacional por la Capital Federal en cuatro períodos sucesivos de 1918 a 1930, y presidente de la Cámara de Diputados de la Nación Argentina entre 1928 y 1930.

## Biografía

### Primeros años
Nacido en 1886, fue hijo del poeta y educador Andrés Ferreyra. Estudió abogacía en la Facultad de Derecho y Ciencias Sociales de la Universidad de Buenos Aires, donde presidió el centro de estudiantes de derecho.
Adhirió a la Unión Cívica Radical (UCR) y fue secretario de Hipólito Yrigoyen. Fue ministro de Gobierno de la provincia de Buenos Aires entre abril de 1917 y febrero de 1918, durante la intervención federal de José Luis Cantilo.

### Actividad legislativa
En 1918, fue elegido diputado nacional por la Capital Federal, siendo reelegido tres veces en 1922, 1926 y 1930, todas ellas por la UCR. Fue vocal de la comisión de Negocios Constitucionales. Fue autor de un proyecto sobre arrendamiento de propiedades en la Capital. También presidió del bloque de diputados radicales personalistas.
Tras las elecciones legislativas de 1928, fue elegido presidente de la Cámara de Diputados de la Nación, siendo reelegido al año siguiente y en 1930. Estuvo acompañado por Jorge Raúl Rodríguez y Francisco Emparanza en el cargo de vicepresidente primero en 1928-1929 y en 1930, respectivamente; y por Francisco Emparanza y Amancio González Zimmermann, como vicepresidentes segundos, en 1928-1929 y en 1930, respectivamente.
Su último mandato se extendía hasta 1934, pero fue interrumpido por el golpe de Estado del 6 de septiembre de 1930. Tras el golpe, fue detenido y encarcelado en el penal de Ushuaia.

### Fallecimiento
Falleció en Buenos Aires en 1935, a los 49 años.